# Oglethorpe (Georgia)
Oglethorpe – miasto w Stanach Zjednoczonych, w stanie Georgia, siedziba administracyjna hrabstwa Macon.